# 相模原市立上鶴間小学校
相模原市立上鶴間小学校（さがみはらしりつ かみつるま しょうがっこう）は、神奈川県相模原市南区上鶴間四丁目に存在する公立の小学校である。

## 教育目標
- 考える子（学ぶ力を養う）
- やさしい子（心を養う）
- がんばる子（生活力、忍耐力を養う）
- 元気な子（体力を養う）

## 沿革
出典
- 1971年（昭和46年）
  - 4月1日 - 開校。
  - 5月1日 - この日（5月1日）開校記念日と制定。
  - 6月30日 - PTA設立。
- 1972年（昭和47年）
  - 1月31日 - 児童数急増に伴い、6教室増築。
  - 7月17日 - プール完成。
  - 2月 - 職員室前の池寄贈。
  - 3月1日 - 校章・校旗・校歌制定。
  - 3月2日 - 校庭散水装置完成。
  - 7月17日 - プール完成。
  - 8月 - 体育館完成。
- 1975年（昭和50年）
  - 2月19日 - 体育研究発表会（県・市指定）。
  - 3月30日 - 6教室増築（普通3・特別3）。
  - 12月5日 - 県緑化指定校に指定。
- 1976年（昭和51年）4月1日 - くぬぎ台小学校新設に伴い学区変更。
- 1980年（昭和55年）
  - 5月2日 - 創立10周年記念式典挙行。
  - 10月5日 - この日開催の運動会を「10周年記念第10回秋季大運動会」として開催。
- 1981年（昭和56年）1月28日 - 理科研究発表会。
- 1982年（昭和57年）9月4日 - 岩石流水実験園完成（特色ある学校づくり）
- 1984年（昭和59年）9月 - 視聴覚室完成。
- 1985年（昭和60年）5月 - プール施設改修工事完了。
- 1989年（平成元年）3月 - 屋外トイレ完成。
- 1990年（平成2年）
  - 10月27日 - 創立20周年記念式典挙行。
  - 12月10日 - パソコン教室完成。
- 1991年（平成3年）2月5日 - 教育実践研究発表会開催。
- 1992年（平成4年）11月14日 - PTA主催による、ふれあいフェスタ開催。
- 1993年（平成5年）
  - 3月 - 校舎前敷石敷設工事完了。
  - 7月 - 校舎1階床張替工事完了。
- 1994年（平成6年）
  - 3月 - 飼育舎完成。外付非常階段工事実施。
  - 9月16日 - 校舎外壁防水塗装工事完了。
  - 11月25日 - 秋のほほえみコンサート開催。
- 1995年（平成7年）
  - 3月15日 - 校内ギャラリーの設置。
  - 9月1日 - 社会教育施設開放教室設置。
- 1996年（平成8年）
  - 1月26日 - 教育実施研究発表（国語・図工）。
  - 3月25日 - 楽焼き小屋改築完了。
- 1997年（平成9年）
  - 3月31日 - 防災備蓄倉庫完成。
  - 8月31日 - FF式ストーブ設置完了。
  - 10月31日 - 体育館屋根塗装工事完了。
  - 11月14日 - 管理諸室空調工事完了。
- 1998年（平成10年）
  - 8月31日 - A棟第1期耐震工事完了。
  - 11月26日 - 「夢色おんがくかい」開催。
- 1999年（平成11年）8月31日 - A棟第2期耐震工事完了。
- 2000年（平成12年）7月15日 - 30周年記念事業「かみっ子まつり」開催。
  - 10月 - 資源一時保管庫完成。
  - 10月28日 - 30周年記念「わ・和・輪広場」開催。
  - 11月18日 - 創立30周年記念式典挙行。
  - 12月5日 - 体育館耐震工事完了。
- 2001年（平成13年）
  - 1月21日 - 30周年記念太陽電池式時計完成。
  - 3月21日 - 職員更衣室改築シャワー設置。
  - 8月 - パソコン室改修及び機種更新。
  - 12月 - 防犯カメラ設置。
- 2002年（平成14年）
  - 1月 - 東門扉改修。
  - 2月 - 教室相談室設置。校旗更新。
- 2004年（平成16年）
  - 3月 - プール（機械室・プールサイド）と中央トイレを改修。
  - 10月 - 体育館屋根塗装工事完了。
  - 11月 - 特色ある学校教育研究発表（英語活動）。
- 2005年（平成17年）8月 - 防音サッシ取替と冷房設備設置の両工事実施。
- 2006年（平成18年）
  - 2月 - 体育館の床張替の改修工事完了。
  - 8月 - 給食室工事開始。
- 2007年（平成19年）4月 - 自校給食開始。
- 2008年（平成20年）4月 - たんぽぽ級開設。
- 2009年（平成21年）
  - 4月 - たんぽぽ教室2室開室。
  - 8月 - 教室用ロッカー改築。
  - 9月 - パソコン教室改修し、機器更新。
- 2010年（平成22年）11月 - 40周年記念下敷配布。
- 2011年（平成23年）
  - 2月 - 家庭科室実習机改修工事完了。
  - 10月 - 校内緊急通報システム・インカム設置。
- 2012年（平成24年）
  - 4月 - 外国語活動授業改善推進事業研究校（市）。
  - 9月 - ビオトープ完成。熱中症対策手作りミスト設置。
- 2015年（平成27年）
  - 4月 - 45周年記念下敷配布。
  - 8月 - パソコン教室機器更新。
- 2017年（平成29年）10月 - B棟1階～3階のトイレ改修工事完成。
- 2018年（平成30年）
  - 3月 - 上鶴間子どもセンター分室とサポートルーム完成。
  - 4月 - B棟1階に上鶴間子どもセンター分室開室。サポートルーム開級。
- 2020年（令和2年）2月 - 上鶴間小学校創立50周年。
- 2021年（令和3年）3月 - 50周年記念行事バルーンリリース開催。

## 児童数・学級数
- 本校の児童数は全学年合計で556人。学級数は全学年合計で23学級となっている（2024年（令和6年）5月1日現在）[2]。

## 通学区域
- 相模原市南区[3]
  - 上鶴間2丁目（3番32号・4番(19号～21号)・5番(22号～26号)・6番(22号～26号)・7番(24号～29号)・8番～20番）
  - 上鶴間3丁目
  - 上鶴間4丁目
  - 上鶴間5丁目（1番～5番・9番～18番）
  - 上鶴間7丁目（10番～22番）
  - 上鶴間8丁目
  - 東林間6丁目（20番(5号～14号)・21番(1号～29号)・22番～23番13号・26番(4号～19号)）
  - 東林間7丁目
  - 東林間8丁目

## 進学中学校
- 相模原市南区[4]
  - 相模原市立上鶴間中学校 - 上鶴間2丁目3番32号・4番19号～21号・5番22号～26号・6番22号～26号・7番24号～29号・8番～20番、上鶴間3丁目、上鶴間4丁目、上鶴間5丁目1番～5番・9番～18番、上鶴間7丁目10番～22番に在住の児童が進学
  - 相模原市立東林中学校 - 上鶴間8丁目、東林間6丁目20番5号～14号・21番1号～29号・22番～23番13号・26番4号～19号、東林間7丁目、東林間8丁目に在住の児童が進学

## 周辺
- 相模原市立上鶴間中学校 - 相模原市道をはさんで、敷地が隣接。かつ、進学先中学校のひとつ。
- 学校法人古木学園認定こども園相模林間幼稚園 - 進学前幼稚園のひとつ。
- 医療法人ユーカリ さがみ林間病院
- 相模原市立くぬぎ台小学校
- 相模原上鶴間郵便局
- 社会福祉法人山久会東林間シニアクラブ（特別養護老人ホーム）
- 東林間ふれあい広場（公園）
  - 東林間ふれあい広場以外の公園も点在。
- 相模原市立上鶴間こどもセンター
- 相模原市立東林中学校
- このほか、ルネ東林間などのマンション・アパートも点在。
- また、大和市との市境線も近い。

## 交通アクセス
- 小田急電鉄江ノ島線東林間駅（東口）から、徒歩約900m・約13分。

## 著名な出身者
- カレオン・ジョニル・マラリ（プロ野球選手、野球フィリピン代表）[5]